# Musbach (Freudenstadt)
Musbach ist ein Stadtteil von Freudenstadt im Landkreis Freudenstadt in Baden-Württemberg.

## Geographie
Musbach liegt fast sechs Kilometer nordöstlich der Freudenstadter Stadtmitte im und am Tal des nach Süden laufenden  Stockerbachs, der sich etwas unterhalb der Stadtteilgemarkung mit einem anderen Bach zur Glatt vereint. Der in drei teils lockere Siedlungsgruppen geteilte Ort steht auf Höhen um 650 m ü. NHN in einer nördlichen, größtenteils links des Bachlaufs liegenden Rodungsbucht, von der etwa 4,5 km² zum Stadtteil gehören. Die größere, fast geschlossene Waldgemarkung im Frutenhofer, Reichenbacher und Stutzwald grenzt an diese im Westen und Norden an. Die Gemarkung erstreckt sich über ein Höhenintervall von ca. 610 bis 764 m ü. NHN, der tiefste Punkt liegt am Ausfluss des Stockerbachs, der höchste an ihrem Nordwestrand auf dem Kienberg.

## Geschichte
Untermusbach ist eine sogenannte Waldgedinggemeinde, der Ort besteht mindestens seit dem 7. Jahrhundert. Die Schenkung eines Bauernhofes aus der Gemarkung Dornstetten im Jahr 767 an das Kloster Lorsch belegt, dass die Landschaft um diese Zeit bereits besiedelt war.
Das Dornstetter Waldgeding war in früherer Zeit eine Waldgenossenschaft mit besonderen Rechten und einer eigenen Gerichtsbarkeit. Zu den Waldgedingorten gehörten außerdem noch Frutenhof, Grüntal, Aach, Wittlensweiler, Dietersweiler und Hallwangen. Dornstetten war als Verwaltungszentrum nicht direkt Mitglied im Waldgeding.
Vermutlich war Untermusbach vor der Gründung des Klosters Reichenbach eine gemeinsame Gemeinde mit Obermusbach unter dem Namen „Muosbach“. Die älteste Urkunde, in der Musbach genannt wird, stammt aus dem Jahr 1274. Untermusbach ging 1320 als Pfand an Württemberg.
Im Jahr 1938 wurde die Gemeinde Obermusbach in die Gemeinde Untermusbach eingegliedert.
Mit der Eingemeindung von Untermusbach in die Stadt Freudenstadt wurde der Teilortenamen geändert in Musbach. Dies entsprach wieder dem uralten gemeinsamen Ortsnamen vor 1075.